# Marcel Pobé

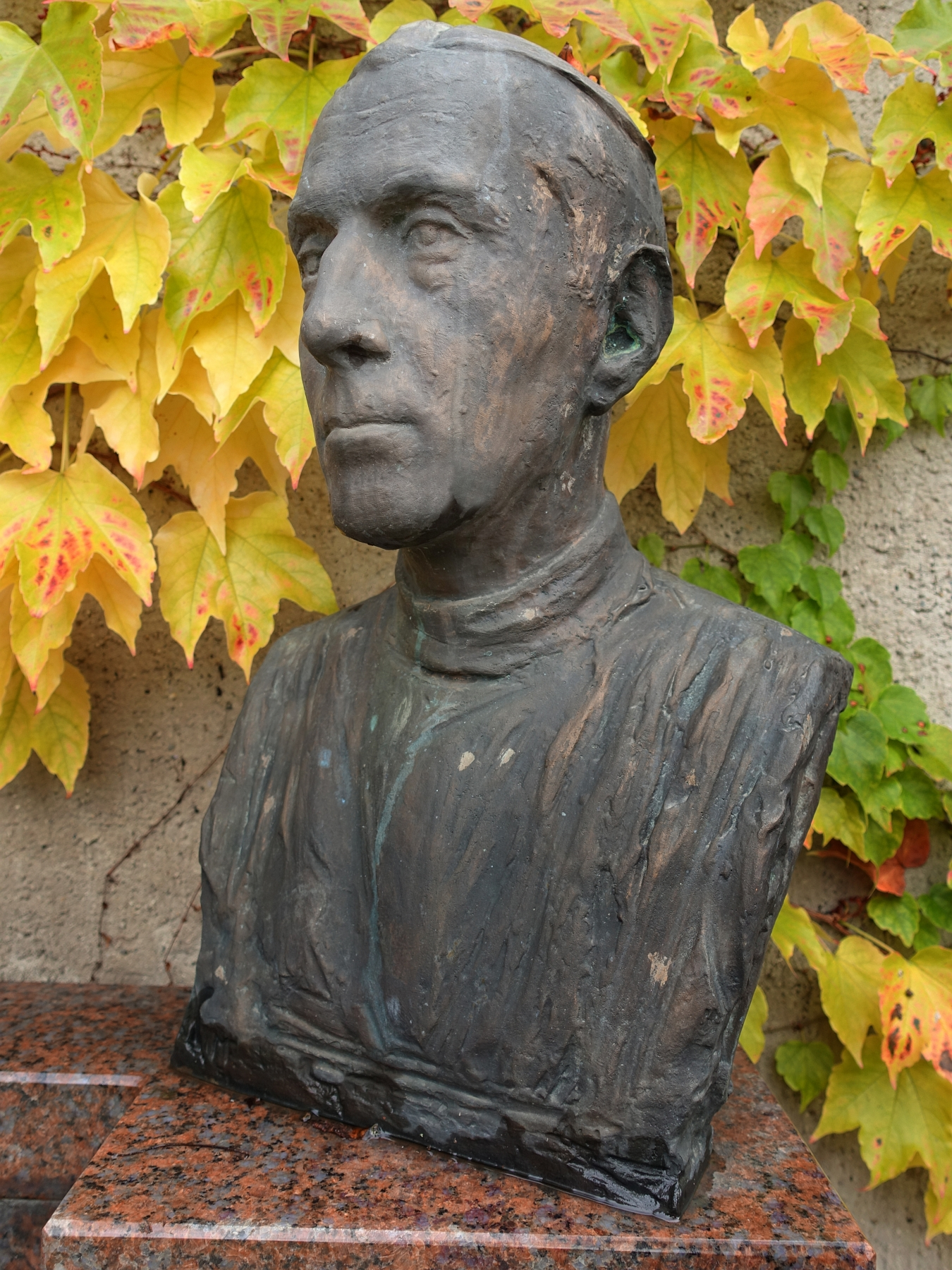
Marcel Pobé (1907–1967)

Marcel Pobé (* 5. November 1907 in Basel; † 6. September 1967 in Saint-Michel-l’Observatoire) war ein Schweizer Schriftsteller, Übersetzer und Literaturwissenschaftler.

## Leben und Werk
Marcel Pobé war ein Sohn des französischen Industriellen Emile Pobé (1879–1946) und der Cécile, geborene Brunner (1884–1959). Sein Bruder Pierre (1909–1980) war Konsul von Belgien, seine Schwester Monique Sophie Pobé-Stöcklin (1915–2013) besass das Schloss La Grande Riedera.
Pobé studierte Literaturwissenschaften in Freiburg, Grenoble und München. Von 1931 bis 1932 war er Lektor für deutsche Sprache in Grenoble sowie von 1935 bis 1946 für vergleichende Literaturwissenschaft in Freiburg. Als Kanzler der Universität Freiburg wirkte er von 1936 bis 1942.
Ab 1935 war Pobé Mitherausgeber der zweisprachigen Zeitschrift Schweizer Annalen. Ab 1942 lebte er in Paris und war weiterhin Mitarbeiter der Schweizer Rundschau, des Basler Volksblattes, der Freiburger Nachrichten sowie von Radio Bern.

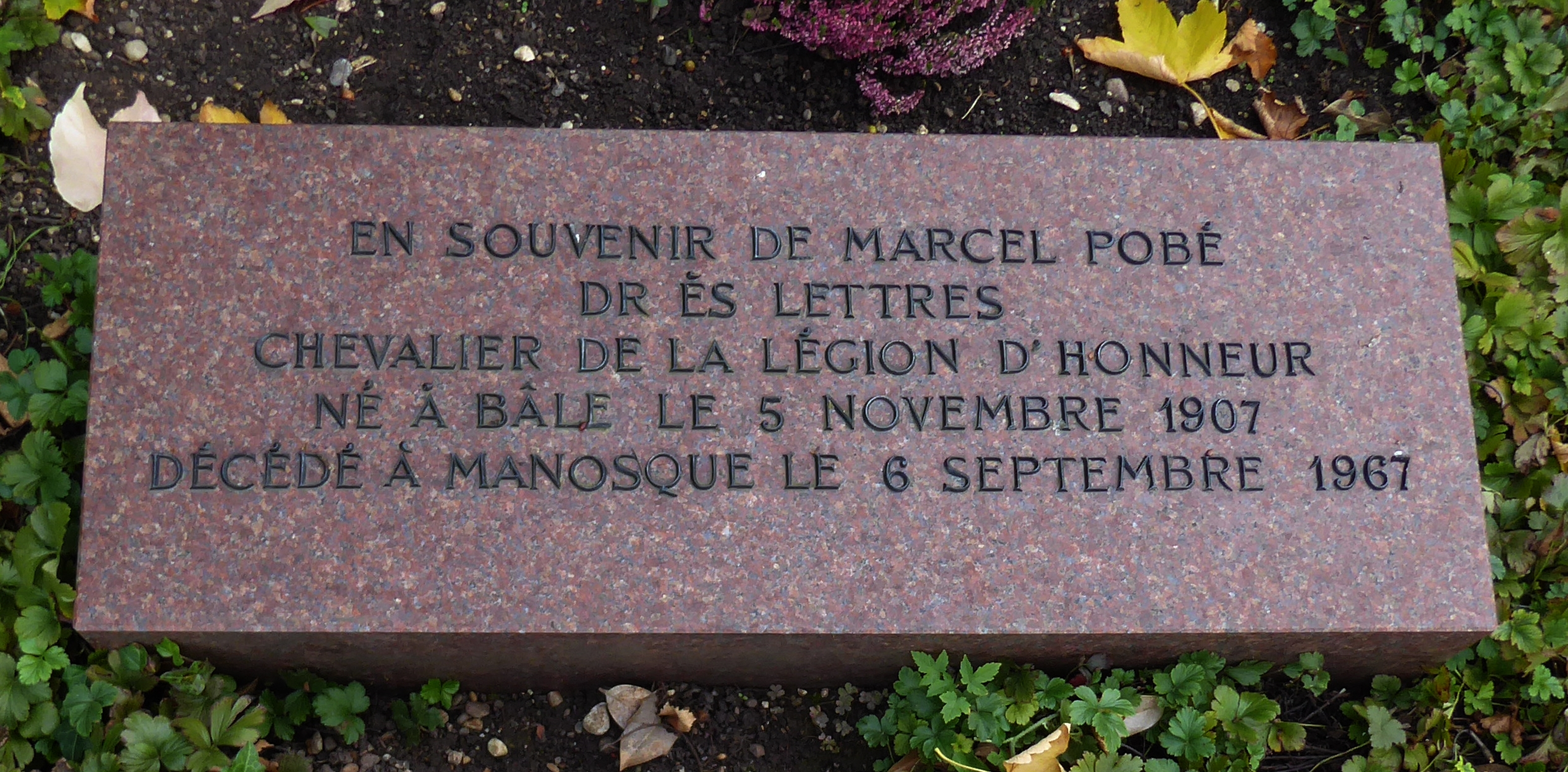
Familiengrab auf dem Wolfgottesacker in Basel

Pobé entwickelte neben einer vielfältigen Übersetzer- und Vermittlertätigkeit, er übersetzte u. a. Hermann Hesse, S. Corinna Bille und Maurice Zermatten, ein eigenes belletristisches Werk. Er war Träger des Ritterordens der französischen Ehrenlegion.
Pobé heiratete 1931 die aus Grenoble stammende Joséphine, geborene Reymond. Das Familiengrab befindet sich auf Wolfgottesacker in Basel.